# Коауаютла-де-Хосе-Мария-Исасага
Коауаютла-де-Хосе-Мария-Исасага (исп. Coahuayutla de José María Izazaga) — муниципалитет в Мексике, штат Герреро, с административным центром в городе Коауаютла-де-Герреро. Численность населения, по данным переписи 2010 года, составила 13 025 человек.

## Общие сведения
Название Coahuayutla с языка науатль можно перевести, как место, где много тыквенных деревьев. José María Izazaga в названии муниципалитета, дано в честь родившегося здесь революционера Хосе Мария Исасага.
Площадь муниципалитета равна 2645 км², что составляет 4,16 % от площади штата. Он граничит с другими муниципалитетами Герреро: на востоке с Сирандаро и Коюка-де-Каталаном, на юге с Сиуатанехо-де-Асуэтой, и на юго-западе с Ла-Унион-де-Исидоро-Монтес-де-Ока; а также на севере с другим штатом Мексики — Мичоакан-де-Окампо.

## Учреждение и состав
Муниципалитет был образован 1933 году, в его состав входит 188 населённых пунктов, самые крупные из которых:
| Код INEGI | Населённый пункт                                                             | Численность населения (2005 год) | Численность населения (2010 год) |
| 016       | Всего                                                                        | 13 291                           | 13 025                           |
| 0001      | Коауаютла-де-Герреро (исп. Coahuayutla de Guerrero) (административный центр) | 1 373                            | 1 473                            |
| 0062      | Нуэва-Куадрилья (исп. Nueva Cuadrilla)                                       | 574                              | 493                              |
| 0074      | Эль-Платанильо (исп. El Platanillo)                                          | 458                              | 432                              |
| 0014      | Баррио-де-Лосано (исп. Barrio de Lozano)                                     | 408                              | 365                              |
| 0010      | Лас-Бальсас (исп. Las Balsas)                                                | 359                              | 363                              |

## Экономическая деятельность
По статистическим данным 2000 года, работоспособное население занято по секторам экономики в следующих пропорциях: сельское хозяйство, скотоводство и рыбная ловля — 70 %, промышленность и строительство — 8,7 %, сфера обслуживания и туризма — 19,8 %.

## Инфраструктура
По статистическим данным 2010 года, инфраструктура развита следующим образом:
- электрификация: 82,8 %;
- водоснабжение: 34,6 %;
- водоотведение: 33,1 %.

## Туризм
Муниципалитету нечем похвастаться в плане туризма.